# Ichirō Hatta
Ichirō Hatta (jap. 八田一朗 Hatta Ichirō; ur. 3 czerwca 1906 w Etajimie, zm. 15 kwietnia 1983 w Tokio) – japoński zapaśnik walczący w stylu wolnym. Olimpijczyk z Los Angeles 1932, gdzie odpadł w eliminacjach, w wadze piórkowej.

## Letnie Igrzyska Olimpijskie 1932
| Konkurencja      | Rundy eliminacyjne         | Rundy eliminacyjne     | Klas. końcowa |
| Konkurencja      | Przeciwnik I               | Przeciwnik II          | Miejsce       |
| ---------------- | -------------------------- | ---------------------- | ------------- |
| 61 kg styl wolny | Ioannis Farmakidis (GRE) P | Einar Karlsson (SWE) P | II runda      |